# 奧內卡馬鎮區 (密歇根州)
奧內卡馬鎮區（英語：Onekama Township）是位於美國密歇根州馬尼斯蒂縣的一個行政鎮區。

## 地方資料
奧內卡馬鎮區的面積為60.60平方千米，當中陸地面積為47.80平方千米，而水域面積為12.80平方千米。根據2020年美國人口普查的數據，當地共有人口1338人，而人口密度為每平方千米22.08人。